# Psychosoziale Beratung
Psychosoziale Beratung bezeichnet eine professionelle Art von Beratung, die Klienten in ihren verschiedenen Lebensbereichen und Lebensphasen unter Einbezug ihrer persönlichen Ressourcen präventiv, orientierend sowie entwicklungsorientiert unterstützt, damit sie spezifische alltagsrelevante Kompetenzen entwickeln können. Im Vergleich dazu versteht sich Therapie eher als eine kurative Intervention, die Behandlung, Heilung und Krankheitsbewältigung beinhaltet.
In Abgrenzung dazu wird allgemeine Beratung eher im Hinblick auf soziale Alltagsfragen wie Arbeitslosigkeit, Wohnungsnot oder Geldsorgen umgesetzt. Die Beratungsart wird inzwischen verstärkt auch bei der Betreuung von Krebspatienten und ihren Angehörigen genutzt und von der Stiftung Deutsche Krebshilfe durch bundesweite Finanzierung von „psychosozialen Krebsberatungsstellen“ regelmäßig gefördert.

## Definition
Psychosoziale Beratung agiert in einer Welt, die sich stetig verändert und die von modernen Gesellschaften und ihren Mitgliedern zunehmend schneller und häufiger Flexibilität fordert bezüglich sozialer Integration und individueller Lebensbewältigung. Unter Beratung wird die Verbesserung der aktuellen Lebenssituation durch die Stärkung der Selbsthilfe, Selbstbestimmung und Förderung der sozialen Teilhabe erreicht. Es ist die Aufgabe psychosozialer Beratung, Menschen in herausfordernden Lebenszusammenhängen oder -situationen und bei entscheidenden Entwicklungsschritten sowie Lebenskrisen zu begleiten, sie in ihrem jeweiligen Lebenskontext informativ, präventiv und entwicklungsfördernd zu unterstützen und ihnen Orientierungs-, Planungs-, Entscheidungs- und Bewältigungshilfe zu geben, dies unter Einsatz ihrer persönlichen und sozialen Bewältigungsressourcen. Das Ziel Psychosozialer Beratung ist die (Wieder) Herstellung der Bewältigungskompetenz, Förderung der Sozialen Teilhabe und Verbesserung der Lebensqualität.
Psychosozialität beinhaltet ein Menschen- und Gesellschaftsbild, welches das individuelle psychische und soziale Wohlbefinden immer im Kontext bestehender soziokultureller Lebens- und Umweltbedingungen betrachtet.
Psychosoziale Beratung zeigt sich in allen Lebensbereichen, allen Lebensphasen und allen Lebenskontexten als Unterstützungsangebot für Einzelne, Gruppen, Organisationen und Institutionen.
In Deutschland ist „Psychosozialer Berater“ keine geschützte Berufsbezeichnung; Anbieter müssen keine vorgegebene Kompetenz erwerben bzw. nachweisen.
In Österreich unterliegt psychosoziale Beratung dem geregelten Gewerbe der Lebens- und Sozialberatung (Verpflichtung zur Verschwiegenheit).

## Psychosoziale Krebsberatungsstellen
Das Förderungs-Schwerpunktprogramm „Psychosoziale Krebsberatungsstellen“ der Deutschen Krebshilfe wurde 2017 erweitert. Sie stellte laut Jahresgeschäftsbericht rund 9,8 Millionen Euro Spendengelder für Projekte zur Verbesserung der psychosozialen und psychoonkologischen Versorgung bereit. Die Mittel gingen bundesweit an 18 psychosoziale Krebsberatungsstellen. Dazu gehören 2018 unter anderem Einrichtungen der Bayerischen Krebsgesellschaft e. V. München, der Hessischen Krebsgesellschaft e. V. Frankfurt am Main und der Krebsgesellschaft Rheinland-Pfalz e. V.

## Beratungsangebote
Psychosoziale Beratung erfolgt in Privatpraxen oder Institutionen auf der Basis einer Vereinbarung in unterschiedlichen Beratungsfeldern wie Beruf, Bildung und Beschäftigung, Persönlichkeits-, Jugend-, Erziehungs-, Partnerschafts-, Familien-, Migranten- bzw. Migrations-Beratung, Beratung bei Gesundheits- und Sucht-Problemen oder Trauerarbeit. Sie wird in der Form von Einzel-, Paar-, Familien- oder Gruppenberatung durchgeführt, auch als Psychosoziale Notfallversorgung beispielsweise in Form von Telefonseelsorge oder Notfallseelsorge.

## Beratungsverlauf
Im Zentrum psychosozialer Beratung steht das persönliche, klientenorientierte Gespräch mit Ratsuchenden. Deren häufige Anliegen sind herausfordernde Entwicklungen oder einschneidende Veränderungen im Leben, der Wunsch nach Entwicklung der eigenen Persönlichkeit oder die Verbesserung der sozialen Integration. Es ist das Ziel der Beratenden, diese Probleme zu fokussieren und die Ratsuchenden in deren Bewältigung und sie in ihrer persönlichen Entwicklung zu unterstützen.
Beratende im psychosozialen Bereich gestalten den Beratungsprozess auf die Situation bezogen, individuell und kreativ sowie unter Berücksichtigung des sozialen und kulturellen Umfelds ihrer Klienten. Sie fördern dabei die Eigenverantwortung der Ratsuchenden und unterstützen deren Eigenbemühungen, ihre Verhaltens- und Erlebensmuster weiterzuentwickeln sowie die persönliche Befindlichkeit zu verbessern. Dabei wird es zunehmend wichtig, nicht hauptsächlich problem-, sondern vermehrt ressourcenorientiert zu arbeiten.

## Theoretische Grundlagen
Die theoretischen Grundlagen von psychosozialer Beratung bilden Konzepte aus psychologischen Schulen wie die Individualpsychologie nach Alfred Adler, Vertreter der Ich-Psychologie wie Erik Erikson, die um 1930 von Viktor E. Frankl begründete Existenzanalyse, die von Fritz Perls entwickelte Gestalttherapie und die humanistische Psychologie, zu deren Begründern und Entwicklern Abraham Maslow und Carl Rogers gehören. Von Bedeutung ist auch die systemische Theorie, deren Anfänge in den USA liegen und die wichtige Familientherapeuten wie Virginia Satir und Paul Watzlawick hervorbrachte. Insbesondere seit den 1990er Jahren haben im Zusammenhang mit neurowissenschaftlichen Forschungsergebnissen körperorientierte Verfahren vermehrt an Einfluss gewonnen. Einen wesentlichen Diskurs über die verschiedenen Konzepte, Modelle und Disziplinen von Beratung leisten Beratungstheoretiker wie John Mc Leod, Ursel Sickendiek, Frank Engel und Frank Nestmann.
Erste Beratungsangebote entstanden in Mitteleuropa in den 1920er-Jahren auch in Arbeitsfeldern wie Pädagogik, Sozialarbeit, Seelsorge und Medizin. Wesentliche Einflüsse kamen zudem von Wissenschaften außerhalb dieser Praxisfelder, beispielsweise aus der Anthropologie (vgl. Gregory Bateson zu Kommunikation), der Soziologie (vgl. Niklas Luhmann zu sozialen Systemen) oder den Neurowissenschaften (vgl. Antonio Damasio, Gerald Hüther, Manfred Spitzer zu Hirnentwicklung, Lern- und Entscheidungsprozessen). Die Konzepte und die Praxis heutiger psychosozialer Beratung sind deshalb interdisziplinär fundiert.

## Beratungsansätze und Beratungskonzepte
Psychosoziale Beratung befasst sich auf einer theoriegeleiteten Grundlage mit unterschiedlichen Entwicklungsaufgaben und multifaktoriell bestimmten Problem- und Konfliktsituationen. Diesem Beratungsverständnis liegt ein sozialwissenschaftlich und interdisziplinär fundiertes Handlungskonzept zu Grunde, das tätigkeitsfeld- und aufgabenspezifisch ausdifferenziert wird. Unter einem Beratungsansatz (oder -verfahren) wird ein hinreichend konsistenter, umfassender, detaillierter, eindeutig formulierter Handlungsansatz verstanden. Die Vielfalt der Verfahren ist heute groß. Dies hat wesentlich damit zu tun, dass Menschen und ihre sozialen Umwelten vielförmig und damit auch sehr unterschiedlich ansprechbar sind. Lern- und Veränderungsprozesse können auf mannigfache Weise initiiert und unterstützt werden.
Es hat sich deshalb in den letzten Jahren durchgesetzt, dass gut ausgebildete Berater ein bestimmtes Verfahren gründlich kennen und anwenden können und darüber hinaus ein individuelles Konzept für ihre spezifischen Angebote entwickeln, anhand dessen sie ihre Arbeit gestalten und reflektieren.

## Wirkfaktoren psychosozialer Beratung
In der Forschung zu den Wirkfaktoren psychosozialer Beratung werden verschiedene Modelle verwendet. Allgemeine (gemeinsame) Wirkfaktoren für psychosoziale Beratung sind nach Klaus Grawe Gestaltung einer therapeutischen Beziehung, Veränderungsmotivation bzw. motivationale Klärung, Problemaktualisierung, Ressourcenaktivierung, Hilfe zur Problembewältigung. Weitere relevante Wirkfaktoren sind Analyse und Klärung der Probleme, Analyse und Vereinbarung von Beratungszielen. Außerhalb der Berater-Klienten-Beziehung spielen Patienten- und Umgebungsfaktoren z. B. der Grad der sozialen Unterstützung eine wichtige Rolle.

## Finanzierung der Beratung in Deutschland
In Deutschland wird die Finanzierung der Psychosozialen Beratung nach dem Jahr 2020 zu 80 Prozent von den gesetzlichen Krankenkassen übernommen, wie Bundesgesundheitsminister Jens Spahn im November 2020 nach Verhandlungen entschied. Er hatte bereits 2019 erreicht, dass die Kassen 40 Prozent der Kosten trugen. Die Förderung ambulanter psychosozialer Krebsberatungsstellen durch den GKV-Spitzenverband ist seit 2020 in § 65e SGB V geregelt.